# Lingua gen
La lingua gen (chiamata anche gen-gbe) è una lingua gbe, parlata in Togo, nella regione Marittima, e in Benin, nel dipartimento di Mono del Benin.

## Distribuzione geografica
La lingua gen è parlata dal popolo dei Mina. Secondo Ethnologue, vi sono circa 327.000 madrelingua gen, 200.900 togolesi e 126.000 beninesi.

## Classificazione
Fa parte della sottofamiglia delle lingue kwa, appartenente alle lingue niger-kordofaniane, ramo Congo-atlantiche. Così come le altre lingue gbe, il gen è tonale.